# 桑逢文
桑逢文（1939年11月—2012年12月5日），男，汉族，山东平阴人，中华人民共和国政治人物，曾任吉林省人民政府副省长，吉林省人大常委会副主任，第九、十届全国人大代表。